# Glojéné (Kozlodouï)
Pour les articles homonymes, voir Glojéné.
Glojéné est un village du nord-ouest de la Bulgarie, situé dans la municipalité de Kozlodouï, région de Vratsa.

## Histoire
Les fouilles archéologiques ont permis de retrouver les traces d'un village du Moyen Âge.
Le village est mentionné pour la première fois, sous son nom actuel, dans un document ottoman de 1674.